# CZ 75
La CZ 75 es una pistola semiautomática fabricada en la República Checa (antes Checoslovaquia) por Česká Zbrojovka Uherský Brod (CZUB). Introducida en 1975, hecha íntregramente de acero y con un cañón forjado. Tiene una buena reputación entre los tiradores con pistola por su calidad y versatilidad a un precio razonable, además de tener una amplia distribución alrededor del mundo. También es la pistola más común en la República Checa.

## Historia

### Desarrollo de la CZ 75
La industria de armamento fue una parte importante de la economía de Checoslovaquia en el periodo de entreguerras y era responsable de varias exportaciones del país (véase la ametralladora ligera Bren, que era una versión modificada de la ZB vz. 26). Sin embargo, tras el golpe de Estado comunista de 1948, toda la industria pesada fue nacionalizada y aislada de los mercados occidentales tras la Cortina de Hierro. Mientras que otros países del Pacto de Varsovia dependían de armas importadas desde la Unión Soviética, la mayoría del armamento checoslovaco era de producción local (por ejemplo, el Ejército checoslovaco empleaba el fusil de asalto CZ vz. 58, mientras que otros países del Bloque Socialista empleaban variantes del AK-47).
Tras la Segunda Guerra Mundial, los hermanos Josef y František Koucký fueron los ingenieros más importantes de la CZUB. Hasta cierto punto, ellos participaron en el diseño de todas las armas que la compañía produjo en la posguerra. Como ellos solían firmar juntos sus diseños (usando solo sus nombres), es difícil de asegurar a cual de ellos se le ocurrió una idea en particular.
Para 1969 František Koucký apenas se había jubilado, pero la compañía le ofreció el trabajo de diseñar una nueva pistola que emplease el cartucho 9 x 19 Parabellum. Al contrario de sus anteriores trabajos, esta vez tuvo total libertad para diseñar el arma desde cero. El diseño que elaboró era innovador en muchos aspectos (véase Detalles de diseño).
Aunque el modelo fue desarrollado para exportación (el cartucho estándar de las Fuerzas Armadas checoslovacas era el 7,62 x 25 Tokarev, que después fue reemplazado por el 9 x 18 Makarov, estándar del Pacto de Varsovia), las patentes nacionales de Koucký sobre el diseño fueron puestas en la categoría de "patentes secretas". Esto significaba que nadie debía saber de su existencia, pero también nadie podía registrar el mismo diseño en Checoslovaquia. Igualmente, ni Koucký ni la empresa podían solicitar protección de las patentes en el extranjero. Por lo que una gran cantidad de otros fabricantes empezaron a ofertar pistolas basadas en el diseño de la CZ 75 (véase Clones, copias y variantes de otros fabricantes).
La pistola no fue vendida en Checoslovaquia hasta 1985. Se volvió popular principalmente entre tiradores deportivos (el tiro deportivo es el tercer deporte más popular en la República Checa, después del fútbol y el hockey sobre hielo). Solamente fue adoptada por las Fuerzas Armadas checas en 1989 después de la Revolución de Terciopelo.

### Desarrollo de las variantes deportivas de la CZ 75
En los años 1992-1993, la creciente popularidad de las competencias IPSC en la República Checa concujo a la creación del equipo de la fábrica CZUB. Inicialmente, los tiradores empleaban pistolas CZ 75 y CZ 85, sin embargo, en 1992 Stanislav Křižík diseñó una nueva versión llamada CZ 75 Champion. Esta versión tenía un gatillo de acción simple, freno de boca y pesos ajustables. Inicialmente se fabricaron 150 pistolas que empleaban los cartuchos 9 x 19 Parabellum, .40 S&W y 9 x 21. El diseño continuó siendo modificado (los pesos ajustables fueron eliminados, se desarrolló un nuevo compensador), sin embargo mantuvo su principal desventaja de tener un cargardor con la misma capacidad que la CZ 75 estándar (15-16 balas de 9 mm, 12 balas de 10 mm).
En 1998 fueron introducidas las versiones CZ 75 ST (Estándar) y  CZ 75 M (Modificada). Estas tenían un armazón distinto de las versiones estándar, que les permitían hacerles más modificaciones. Mientras que la ST se volvió muy exitosa, la M no fue inicialmente diseñada para emplear un colimador, por lo que su empleo reducía la vida útil del armazón.
La popular versión ST continuó siendo desarrollada, principalmente para prolongar su vida útil, que dio como resultado la introducción de la CZ 75 TS (Tactical Sports; Deportes tácticos) en 2005. Tiene un cañón más largo (132 mm) y un peso mayor (1285 g), en comparación con el modelo estándar. Los cargadores de gran capacidad pueden llevar 20 balas de 9 mm o 17 balas de 10 mm. En 2013, el modelo es empleado por los tiradores del equipo de la fábrica CZUB en la división Estándar de la IPSC, además estando disponible como versión bajo pedido la CZ 75 Tactical Sports Open.
En 2009 empezó la venta de la CZ 75 TS Czechmate. Este modelo es un desarrollo de la CZ 75 TS Open, disponible para los cartuchos 9 x 19 Parabellum y 9 x 21, con cargadores de 20 0 26 balas. El modelo estándar es vendido con el colimador de fabricación estadounidense C-More Systems. La CZUB afirma que Martin Kameníček, tirador de su equipo, ha disparado 150.000 balas con el arma en 5 años, durante los cuales apenas tuvo que cambiar una vez el cañón para mantener la precisión.

## Detalles de diseño
La CZ 75 es una pistola accionada por retroceso corto con recámara acerrojada. Emplea el sistema de entalle sin enlace Browning, similar al empleado en la Browning Hi-Power, donde el cañón y la corredera están unidos al disparar mediante tetones de acerrojado tallados en el cañón, que encajan en entalles del techo de la corredera. Un riel cerrado para los tetones integrado al cañón es accionado por el eje de la palanca del retén de la corredera. Tras los primeros milímetros del retroceso, el cañón es dirigido hacia atrás y abajo, permitiendo a la corredera seguir su recorrido y eyectar el casquillo.
La mayoría de modelos pueden dispararse en acción simple y doble acción, teniendo un seguro manual montado en el armazón. Algunos modelos recientes tienen una palanca de desarmartillado que a la vez funciona como un seguro manual. A partir del inicio de la década de 1990, todas las CZ 75 han sido equipadas con retenes de percutor, siendo identificadas por la letra B (por ejemplo, CZ 75B).
La CZ 75 fue una de las primeras pistolas de 9 mm con cargador de gran capacidad en tener un seguro manual similar al de la Browning Hi-Power. Esto le permite a la CZ 75 ser transportada con el martillo armado y el seguro puesto, con una bala en la recámara y lista para emplearse con solo quitar el seguro, una configuración conocida como condición uno. Es algo inusual para pistolas de doble acción tener un seguro tipo "amartillado y cargado"; la mayoría, tales como la Walther P38 y la Beretta 92F tienen una combinación de seguro/palanca de desamartillado (así como algunas versiones posteriores de la CZ 75). La desventaja de esta configuración es que para desamartillar el martillo en caso de efectuar un primer disparo en doble acción, el martillo debe bajarse manualmente apretando el gatillo, al mismo tiempo que el tirador lo presiona hacia abajo con el pulgar. Una vez bajado de esta forma, se puede efectuar un disparo en doble acción de la misma forma que en otras pistolas de doble acción sin accionar control alguno. Los siguientes disparos serán en acción simple, a menos que el martillo sea bajado de nuevo manualmente.
Todas las variantes de la CZ 75 que no son de doble acción única tienen un entalle de "semi-amartillado". Al contrario de una M1911, esto no es una posición de seguridad sino que ayuda al tirador a desamartillar manualmente la pistola al ofrecer una zona segura. Todos los modelos con desamartillado manual se desamartillan en esta posición y el manual de instrucciones advierte no mover el martillo en cualquier modelo.
Al contrario de la mayoría de pistolas semiautomáticas, la corredera se desliza dentro de los rieles del armazón antes que por fuera, como en los diseños de las pistolas SIG P210 de 1949 o en la española Astra 400 de 1921. Esto ofrece un encaje preciso de la corredera en el armazón y una efectiva fijación del cañón antes, durante y después del disparo, contribuyendo ambas a una sobresaliente precisión del arma y facilitando la puntería del tirador.
En los modelos actuales los armazones son hechos mediante moldes y las correderas son mecanizadas a partir de piezas forjadas, aunque se emplearon armanzones forjados en los primeros modelos. El cañón tiene un estriado tradicional de 6 estrías, con una tasa de rotación mayor a la estándar (1 a 9,7).

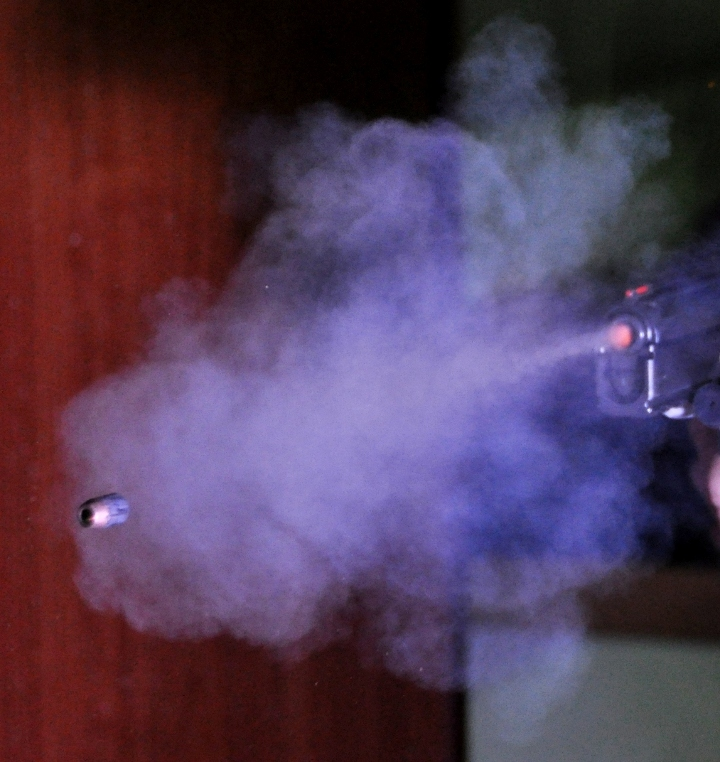
Una bala de punta hueca de 9 mm disparada desde una CZ 75, fotografiada con un flash de vacío.

## Variantes y derivados

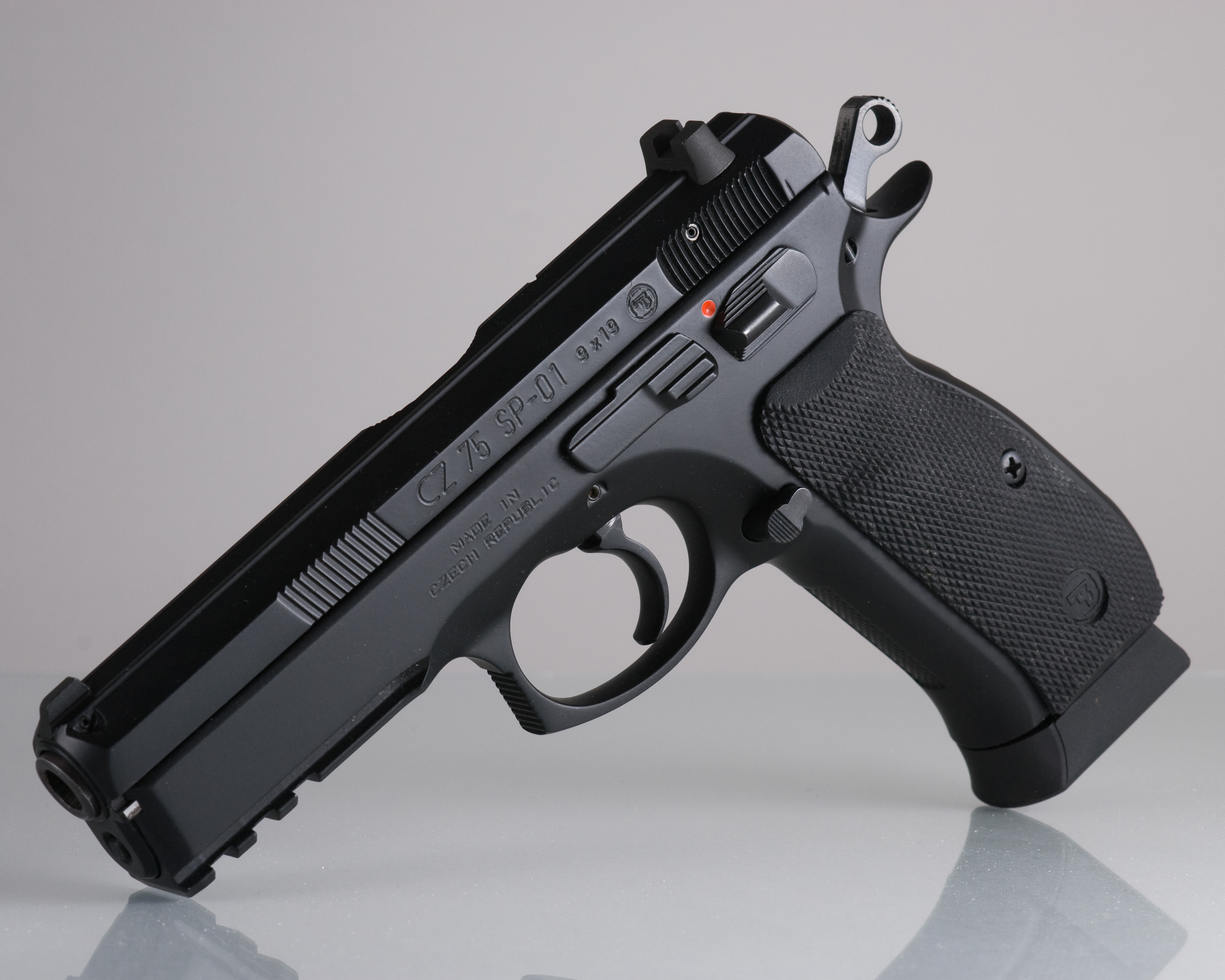
Una CZ-75 SP-01 con cargador de capacidad aumentada.

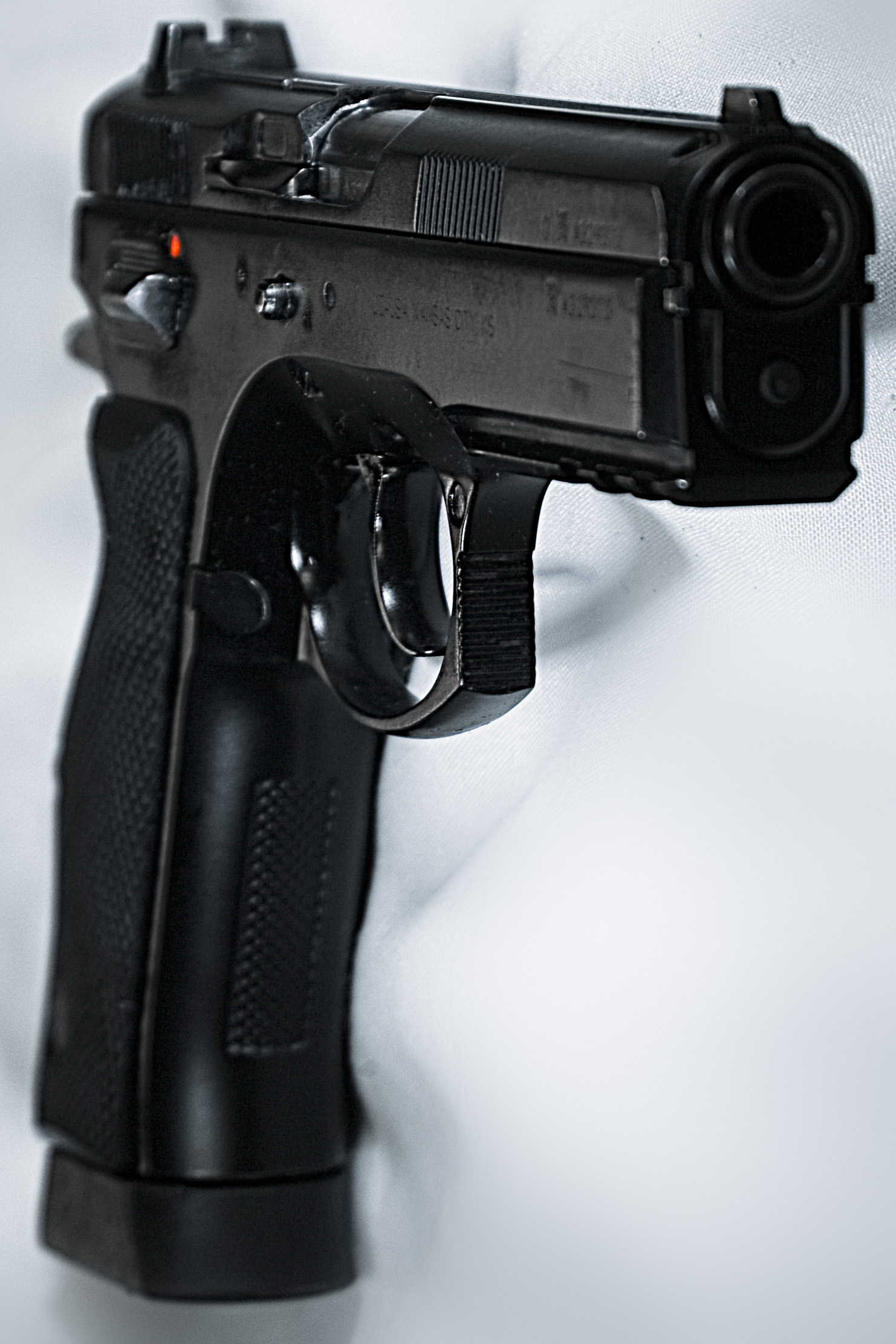
La SP-01 tiene un riel para accesorios 1913 integrado.

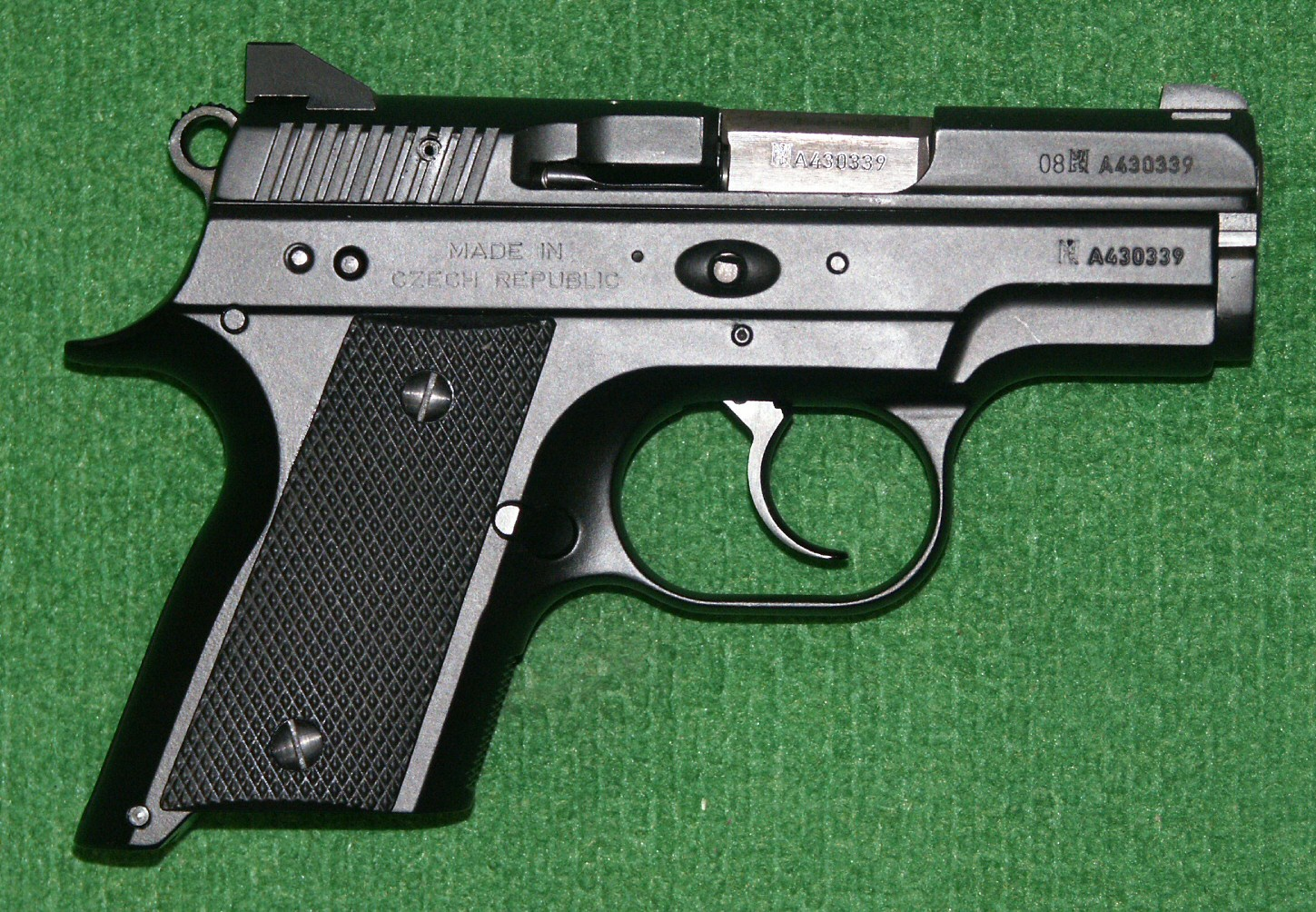
La CZ 2075 RAMI, variante subcompacta diseñada para porte oculto.

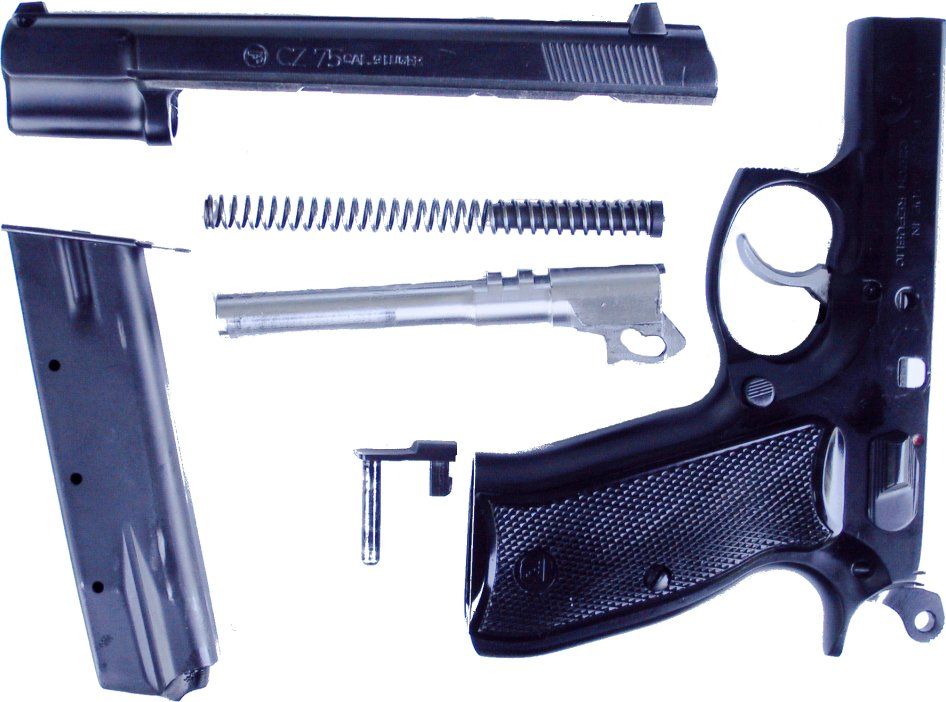
Una CZ 75 desarmada.

Las variantes de la CZ 75 incluyen:
CZ 75El modelo original, fácilmente identificable por su corredera de recorrido largo y rieles cortos.
CZ 75Versión posterior, fácilmente identificable por su corredera de recorrido corto y rieles largos.
CZ 75 BCZ 75 de segunda generación con seguro interno del percutor, guardamonte cuadrado y cuadrillado, y martillo perforado.
CZ 75BDUna variante de la hoy usual CZ 75B (la B indica que tiene seguro interno del percutor) con un desamartillador que reemplaza al seguro manual tradicional (la D indica que tiene desamartillador). Esta variante se está volviendo rápidamente la más común de los modelos CZ 75B, debido a la seguridad adicional que ofrece el desamartillador.
CZ 75 B StainlessVersión en acero inoxidable de la CZ 75 B.
CZ 75B OmegaUna versión de la CZ 75B con el conjunto del gatillo modificado de fábrica. Está disponible para los cartuchos 9 x 19 Parabellum o .40 S&W.
CZ 85Una versión actualizada de la CZ 75, que además es ambidiestra.
CZ 85BUna CZ 85 con seguro interno del percutor.
CZ 85BDUna CZ 85B con palanca de desamartillado, en lugar del seguro.
CZ 85 CompactUna CZ 85 compacta de producción limitada, con un riel para accesorios bajo el cañón y que emplea el cartucho.40 S&W. Es idéntica a la actual CZ 75 compacta en.40 S&W.
CZ 85 CombatTiene un alza ajustable, retén para cargadores de gran capacidad, cargadores que no caen solos y gatillo con recorrido ajustable. No tiene un seguro interno del percutor, por lo que este puede ser reemplazado sin herramientas especiales.
CZ 97BVersión de 11,43 mm de la CZ 75 B.
CZ 97 BDVersión de 11,43 mm de la CZ 75 BD.
CZ 75 CompactUna CZ 75 estándar con la empuñadura ligeramente acortada y un cañón con una longitud de 99 mm (3.9 pulgadas). Ahora está disponible una versión para el cartucho.40 S&W.
CZ 75 SemiCompactCombina el armazón, empuñadura y capacidad de la CZ 75 de tamaño estándar, con el cañón acortado (por 20 mm) y la corredera de la CZ 75 Compact.
CZ 75 PČR CompactMuy compacta - de tamaño similar a la P-01, pero sin riel M3 en el armazón, un cañón con boca menos sobresaliente y mecanismos de puntería a prueba de enredo. Una elección popular como arma para portar, es conocida por su precisión y distribución del peso.
CZ 75B SAUna CZ 75 con gatillo de acción simple y cargador que no cae solo. Está disponible para los cartuchos 9 x 19 Parabellum y.40 S&W.
CZ 75 P-01Una variante de la CZ 75 Compact para empleo policial, con armazón de aleación de aluminio, desamartillador y riel para accesorios bajo el cañón. Desde 2001 es la nueva arma de elección de la Policía Nacional Checa. Recibió certificación de la OTAN tras pruebas extensivas. Su Número de Lote OTAN (NLO) es 1005-16-000-8619.
CZ 75 P-06Igual a la P-01, pero emplea el cartucho.40 S&W.
CZ 75 P-07 DUTYEs una variante compacta con armazón de polímero de la CZ 75, conocida por tener un mecanismo del gatillo rediseñado. El rediseño redujo su cantidad de piezas, además de mejorar su recorrido. Disponible para los cartuchos 9 x 19 Parabellum y.40 S&W, la CZ P-07 DUTY además tiene la capacidad de pasar del seguro manual a la palanca de desamartillado y viceversa sin tener que cambiar piezas.
CZ P-09 DutyVersión de tamaño estándar de la P-07.
CZ 75 SP-01/SP-01 TacticalSimilar a la P-01 con riel para accesorios, pero hecha toda en acero y empleando el armazón y la corredera de tamaño estándar, así como cargadores de 18 balas. Está disponible con un seguro manual ambidiestro (SP-01) o con un desamartillador ambidiestro (SP-01 Tactical). En 2005 fue empleada en la IPSC World Shoot XIV por los campeones mundiales Adam Tyc y Angus Hobdell (1.er y 3.er lugar respectivamente en la división producción).
CZ 75 SP-01 ShadowUna CZ 75 SP-01 de nueva generación, especialmente adaptada según las sugerencias propuestas por agencias policiales y Fuerzas Armadas de todo el mundo, con añadidos de los tiradores del equipo CZ Angus Hobdell y Adam Tyc. Basada en la SP-01, no tiene seguro interno del percutor y esto mejora el recorrido del gatillo. También tiene una empuñadura ligeramente modificada y un seguro, un resorte de retroceso "más débil" para facilitar la recarga, punto de mira de fibra óptica y un alza táctica "Tipo Novak.
CZ 75 SP-01 PhantomLa CZ 75 Phantom tiene un armazón de polímero con riel para accesorios, es 33% más ligera que los modelos con armazón de acero y tiene una corredera de acero forjado con un perfil que la hace más ligera. Incluye dos anclajes intercambiables para acolladores, para poder ser empleada por usuarios con manos de distinto tamaño. Está equipada con una palanca de desamartillado. Los paracaidistas de la 4.ª Brigada de Despliegue Rápido del Ejército checo fueron equipados con esta pistola a partir de enero de 2012.
CZ 75 Standard IPSCUna variante de la CZ 75 especialmente diseñadas para las competencias de la IPSC con empuñadura alargada, gatillo de acción simple, cargadores de caída libre y brocal del cargado agrandado.
CZ 75 Tactical SportsEl reemplazo de la Standard IPSC fue la Tactical Sports, que tiene mejoras menores sobre su predecesora. Disponible para 9 x 19 Parabellum (20 balas) y.40 S&W (17 balas).
CZ 75 ChampionUna versión para competencias diseñada para la competencia Open Division de la IPSC, con un compensador de tres portillas, gatillo ajustable, retén para cargadores de gran capacidad, seguros ambidiestros, mecanismos de puntería ajustables y un acabado en dos colores, con la corredera pavonada y el armazón niquelado semibrillante.
CZ 75 TS CzechmateUna variante para competencias basada en el modelo Tactical Sports, equipada con un compensador y una mira electrónica de punto rojo montada en el armazón. Diseñada especialmente para la IPSC Open Division (y reemplazando al viejo modelo Champion), la Czechmate representa una solución pivotal para el deporte, ofreciendo un paquete completo que incluye cargadores adicionales y piezas de repuesto.
CZ 2075 RAMIUna versión subcompacta de la CZ 75 para porte oculto. Tiene un cañón con una longitud de 76,2 mm (3 pulgadas), armazón de aluminio y mecanismos de puntería con perfil bajo. Está disponible para los cartuchos 9 x 19 Parabellum y.40 S&W, con cargadores estándar de 10 (9 x 19 Parabellum) y 8 (.40 S&W) balas respectivamente. Para la versión de 9 mm está disponible un cargador opcional de 14 balas.
CZ 2075 RAMI BDIgual que la 2075 RAMI, pero incluye un desamartillador y mecanismos de puntería con tritio.
CZ 2075 RAMI PVersión con armazón de polímero.
CZ 75 KadetUna versión de la CZ 75 que emplea el cartucho .22 Long Rifle, disponible como una pistola completa o como un conjunto de cañón, corredera y cargador para ser instalado en un armazón de CZ 75B estándar.
CZ 75 AUTOMATICUna variante con selector de disparo, introducida en 1992 para ser empleada por la Policía y las Fuerzas Armadas. Una característica distintiva de los primeros modelos era su largo cañón compensado, aunque los modelos posteriores pueden tener un cañón estándar. Se le puede acoplar un cargador extra delante del guardamonte para servir como una empuñadura frontal improvisada.

### Clones, copias y variantes de otros fabricantes
Hoy la fábrica CZUB está situada en la República Checa (Unión Europea) y la pistola es ofertada alrededor del mundo, aunque durante la Guerra Fría la República Socialista de Checoslovaquia era parte del Pacto de Varsovia. La CZ 75 fue la primera pistola semiautomática de 9 mm desarrollada expresamente para su venta a Occidente y ofrecía un nuevo concepto en el diseño del seguro manual: tenía un diseño de modo dual. Podía portarse lista para usarse en el modo convencional acción simple/doble acción, o "amartillada y cargada" como la M1911.
Debido a la política de la época, los checos no podían publicitar su pistola en los Estados Unidos y como CZ no pudo obtener una patente internacional para proteger su diseño, éste fue copiado por varias empresas. La empresa italiana Tanfoglio hizo buenos negocios vendiendo la pistola en Occidente, siendo tan bueno su diseño, que dos tiradores, el estadounidense Doug Koenig y el francés Eric Grauffel, ganaron la difícil competencia IPSC World Championship usando pistolas basadas en el diseño de la CZ 75. Esto fue un gran apoyo para cualquier otro diseño de pistola, ya que todos los demás campeones mundiales habían empleado hasta entonces pistolas basadas en el formato de John Browning de 1911. Otras copias notables son las de origen suizo, que tienen la reputación de una calidad que rivaliza con la de la CZ original.
Los clones, las copias y variantes de otros fabricantes incluyen:
- : Baek Du San "백두산권총" (Corea del Norte).
- : Norinco NZ-75.[9][10]
- : ArmaLite AR-24.
- : Dornaus & Dixon Bren Ten.[2]
- : EAA Witness Elite Gold.[10][11]
- : Springfield P9[9][10]
- : Vltor Bren Ten.[2]
- : Armscor MAP1 y MAPP1.
- : Fábricas y Maestranzas del Ejército de Chile FN-750 .
- : IMI Jericho 941[10] y Magnum Research Baby Eagle.
- : BUL Cherokee.
- : Renato Gamba G90.
- : Tanfoglio TZ-75, T-90 y T-95.[9][10]
- : JSL (Hereford) Ltd Spitfire (Se retiró del negocio en 1996).
- : Corporación de Industria Militar. Pistolas Marra y Lado.
- : Sphinx Systems Sphinx 2000 y Sphinx 3000.[10][12]
- : ITM AT-84 y AT-88[10]
- : Canik55 Piranha y Shark.
- : Sarsilmaz M2000.[10]

## Usuarios
Varios países emplean copias y clones producidos por fabricantes locales (véase arriba). Esta lista solamente incluye usuarios de la CZ 75 checoslovaca original.
- República Checa: Empleada por las Fuerzas Armadas de la República Checa.[13] También es empleada por la Policía de la República Checa.[10]
- Bulgaria: Empleada por el Ministerio del Interior.[14]
- Colombia: arma usada por la policía nacional de Colombia
- Egipto: Arma primaria de la Policía desde 2013.[15]
- Eslovaquia: Policía ferroviaria eslovaca, Policía Militar y la unidad táctica paramilitar Kukláči.[16]
- España: Empleada por la Policía local de España.[14]
- Estados Unidos: Es empleada por varios departamentos de policía[10] y la Delta Force.[17]
- Filipinas: Ministerio del Interior.[14]
- Georgia[18]
- Nicaragua Ejército y policía
- Israel: Shin Bet[14]
- Kazajistán: En 1998 se compraron 75 pistolas CZ 75B y 30 pistolas CZ 75D.[19] Estas pistolas son empleadas por equipos SWAT de la Policía.[20][21]
- Lituania: Fuerzas Armadas lituanianas.[22]
- Polonia: Policja (empleo limitado).[23]
- Rusia: Empleada por la Policía.[24]
- Sudáfrica[14]
- Tailandia: Empleada por las unidades especiales del Real Ejército Tailandés.[25]
- Turquía: Policía turca.[10]